# Alphonse Baugé
 Alphonse Joseph Alexis Baugé (* 2. August 1873 in Tours; † 23. Oktober 1938 in Paris) war ein französischer Radrennfahrer und nationaler Meister im Radsport.

## Sportliche Laufbahn
Baugé war im Bahnradsport und im Straßenradsport aktiv. Seine Spezialdisziplin war das Steherrennen auf der Bahn. Bei den Europameisterschaften im Steherrennen gewann er 1896 in Berlin den ersten Titel. In der nationalen Stehermeisterschaft wurde er 1896 Sieger, 1898 und 1900 Vizemeister sowie 1896 und 1899 Dritter.
1903 berichtete er als Journalist für die Zeitung „Le Vélo“ über die Tour de France. Später war er Sportlicher Leiter der Radsportteams Peugeot und La Sportive.